# Karl Ludwig Münnich
Karl Ludwig Münnich (* 1890; † 1984) war ein deutscher Mundartdichter und Verleger.
Münnich schrieb in Pfälzer Mundart und veröffentlichte seine Bücher im Selbstverlag. Sein Text Alles was wohr isch wird mittlerweile in einem Schulbuch verwendet. Ein Sketch mit Kurt Peter Bittler und Münnich wurde am 19. November 1949 im SDR gesendet; das Tondokument befindet sich im Hauptstaatsarchiv Stuttgart. Das Grab Münnichs befindet sich auf dem Heidelberger Bergfriedhof.

## Werke
- Sämtliche Werke. Gereimtes und Ungereimtes aus der Pfalz. Teil I, Heidelberg 1933
- Heckeräselin, Heidelberg 1940
- Der Heidelberger Guckkaste. Bilder un Begebeheite aus der Altstadt, Heidelberg (Monacus) 1949
- Borzelbääm, Heidelberg 1952
- Gebabbel uf der Neckarbank, illustriert von Carl Kerzinger, Heidelberg 1956
- An sellem runde Disch, illustriert von Karl Kerzinger und Lilli Kerzinger-Werth, Heidelberg 1957
- Un dreimal hoch die pälzer Sproch, Heidelberg 1959
- Spelzegrieß un Spatzegickel, illustriert von Vlasta von Strakonitz, Heidelberg 1960
- Der Hochbasgokel, illustriert von Vlasta von Strakonitz, Heidelberg 1961
- Der Hitzeblitz, Heidelberg 1962
- Die bloo Schadull, Heidelberg 1963
- Die goldich Krott, Heidelberg 1964
- Selli Eva, illustriert von Vlasta von Strakonitz, Heidelberg 1966
- Der Bläsl vun Moggedell, Heidelberg 1967
- Der Quetschefranz, Heidelberg 1968
- Welsche Hahne, illustriert von Vlasta von Strakonitz, Heidelberg 1969
- Loß mi aa mit, Heidelberg 1971
- Weiwer wisse was se wolle